# 球枝木属
球枝木属（学名：Tiganophyton）是球枝木科下的一属灌木。2010年,植物学家韦塞尔·斯瓦内普尔（Wessel Swanepoel）发现于纳米比亚南部的半荒漠中。邱园（Kew）的分子专家费利克·弗尔斯（Felix Forest）及其团队分析后显示该植物的DNA符合cabbage （卷心菜）的顺序，但是没有已知的科（属）符合该顺序。因而命名为一个新物种，一个新属以及一个新科。
属名Tigani源自于于希腊语，是锅的意思，而Phyton则是植物的意思。

## 下属物种
本属包括以下物种：
- 球枝木 Tiganophyton karasense Swanepoel, F.Forest & A.E.van Wyk, 2020